# Kanisha Jiménez
Kanisha Jiménez Santiago (Bayamón, 28 novembre 1995) è una pallavolista portoricana, nel ruolo di opposto.

## Carriera

### Club
La carriera di Kanisha Jiménez inizia nei tornei scolastici portoricani, giocando per la Discípulos de Cristo. Dopo il diploma, si trasferisce negli Stati Uniti d'America, dove è impegnata a livello universitario, partecipando alla NCAA Division I dal 2014 al 2017 con la Tennessee.
Inizia la carriera professionistica a Porto Rico, partecipando nella stagione 2019 alla Liga de Voleibol Superior Femenino con le Llaneras de Toa Baja: dopo due annate, in seguito al trasferimento della sua franchigia a San Juan, nel campionato 2021 gioca per le Sanjuaneras de la Capital, mentre nella Liga de Voleibol Superior Femenino 2022 approda nelle Criollas de Caguas. Per la Liga de Voleibol Superior Femenino 2023 ritorna alla franchigia di San Juan, ora denominata Cangrejeras de Santurce, che lascia nel corso dell'annata seguente.

### Nazionale
Fa parte della nazionale portoricana under 18, conquistando la medaglia di bronzo al campionato nordamericano 2010 e partecipando alla Coppa panamericana 2011 e al campionato mondiale 2011. In seguito gioca anche con la nazionale under 20, impegnata alla Coppa panamericana 2013 e al campionato mondiale 2013.
Debutta in nazionale maggiore in occasione della Coppa panamericana 2012.

## Palmarès

### Nazionale (competizioni minori)
- Campionato nordamericano under 18 2010